# Reyno, Arkansas
Reyno là một thành phố thuộc quận Randolph, tiểu bang Arkansas, Hoa Kỳ. Năm 2010, dân số của thành phố này là 456 người.

## Dân số
- Dân số năm 2000: 484 người.
- Dân số năm 2010: 456 người.